# 정원식 (정치학자)
정원식(鄭元植, 1972년)은 대한민국의 정치학자이다. (사)항일여성독립운동기념사업회 소장이다.

## 생애
1972년 영광군 군서면 남계리에서 1920년대 후반생 정세도와 1930년대 초반생 모친 김순덕 사이의 3남 2녀중 3남으로 출생했다.
군서면 송학초등학교, 해룡중학교, 해룡고등학교를 졸업하고, 1996년 건국대학교 영문학과를 졸업하였다. 병역은 ROTC로 마쳤다.
베이징대 대학원 한국인학생회 회장을 지내면서 조선의용대의 항일 독립운동을 답사하였다. 태항산 항일무장투쟁 유적지등을 탐방했다.
2008년 7월 석사를, 2017년 7월 5일 박사를 받았다.
2018년 12월 15일 재한국북경대학대학원교우회의 초대 회장이 되었다.
2023년 2월 23일 사단법인 항일여성독립운동기념사업회 산하 항일여성독립운동연구소 제2대 소장에 취임했다.
2024년 8월 광복절 행사에 여성항일독립운동 단체 장의 자격으로 참석했다.
2024년 하반기 재보궐선거 조국혁신당 영광군수 후보로 출마하려 했으나 낙천되었다.

## 가족
정원식은 3남2녀중 3남으로 어머니는 김순덕으로 영광군에 거주한다. 큰형 정안기는 일본으로 유학간 경제학자다. 어머니는 무학이었다가 76세의 나이로 2019년 3월 군서초등학교에 입학했다.

## 작품
- 중국 외교의 창조적 개입 : 중국 외교의 새로운 패러다임(创造性介入 : 中国外交新取向)을 한국어로 번역